# 戴爾冰川
78°17′S 162°2′E / 78.283°S 162.033°E
戴爾冰川是南極洲的冰川，位於希拉里海岸，流經皇家學會嶺的哈金斯山西南坡，最終注入斯凱爾頓冰川，新西蘭探險隊首次踏足該冰川。